# 大咖啡館
“大咖啡馆”印度沙龙（法語：Salon Indien du Grand Café），为法国卢米埃尔兄弟于1895年放映电影的地点，位于巴黎卡普辛大道十四号。1895年12月28日卢米埃尔兄弟在“大咖啡馆”放映了他们拍摄的一批电影，如《离开工厂》等，引起轰动。